# Okenite
L'okenite è un minerale, un silicato (tettosilicato) del gruppo delle zeoliti. Fu scoperta nel 1828 e dedicata al naturalista tedesco Lorenz Oken (1779-1851).
Non è molto comune, ha formula bruta: Ca10[Si6O16/(Si6O15)2] · 18 H2O. Ha una struttura complessa, con doppie catene di tetraedri Si-O a cui si associano livelli di [Si6O16], si colloca tra gli inosilicati e i fillosilicati.

## Abito cristallino
Capillare, fibroso, sferico. I cristalli sono filamenti aciculari, aghiformi, che formano dense amigdale sferiche di 1–3 cm, simili a batuffoli di cotone.

## Origine e giacitura
Si rinviene in cavità basaltiche, assieme a calcite, apofillite, prehnite e in alcune specifiche lave eruttive (pillow lava). Si rinviene nei basalti olivinici spesso associata all'apofillite o ad altre zeoliti.

## Forma in cui si presenta in natura
È molto facile riconoscerla dacché compare in cristalli aciculari appiattiti, riuniti in aggregati raggiati o in masse fibrose, o ancora sferiche, dal caratteristico aspetto cotonoso. I ciuffi sono soffici, flessibili e molto fragili (fino a 2 cm); si organizzano su sfere di prehnite. È generalmente bianca, talora con deboli tonalità azzurrine o giallacee.

## Località di ritrovamento
I principali giacimenti si trovano in varie cave dell'India (Poona), ma ritrovamenti importanti sono anche in Australia, Nuova Zelanda, Vietnam, USA, Costa Rica, Cile, Groenlandia, Irlanda, Danimarca, Germania, Austria, Ungheria, Romania, Ucraina, Russia; piccoli cristalli in Italia si trovano nelle colate basaltiche dell'Etna e sul Monte Fasolo in Veneto.

## Usi
Minerale d’interesse scientifico e collezionistico. Non ha impieghi industriali.